# Michael Haberlandt
Michael Haberlandt (Magyaróvár, 1860. szeptember 29.  – Bécs, 1940. június 14.) osztrák etnológus. Édesapja Friedrich Haberlandt tanár és agrártudós, testvére Gottlieb Haberlandt botanikus.

## Életpályája
Polgárcsaládban született, majd a bécsi egyetemen tanult. Tanulmányai befejeztével a Bécsi Természettudományi Múzeum antropológia-etnográfia részlegének munkatársa. Később a bécsi egyetem egy új szakára járt, a néptudományéra. 1894-ben Wilhelm Heinnel együtt megalapította a Néptudományi Társaságot és a mai Osztrák Néprajzi Múzeum elődjét. 1911 és 1923 között államilag kinevezett igazgatója a múzeumnak. Levelező tagja volt az Osztrák Tudományos Akadémiának. Zenekedvelőként ismerte meg az osztrák komponistát, Hugo Wolfot. Haberlandt az édesapja Arthur Haberlandtnak, aki 1924 és 1945 között az Osztrák Néprajzi Múzeumot vezette.

## Művei
- Zur Geschichte einiger Personalausgänge bei den thematischen Verben im Indogermanischen, Bécs, 1882
- Indische Legenden. Wien, 1885
- Altindischer Geist. Wien, 1887
- Cultur im Alltag. Gesammelte Aufsätze von Michael Haberlandt, Bécs, 1900
- Einführung in die Volkskunde mit besonderer Berücksichtigung Österreichs, Bécs, 1924
- Die Völker Europas und ihre volkstümliche Kultur, Stuttgart, 1928